# Rödingtjärnen (Sorsele socken, Lappland, 731424-153335)
Rödingtjärnen är en sjö i Sorsele kommun i Lappland och ingår i Umeälvens huvudavrinningsområde. Rödingtjärnen ligger i Vindelfjällen Natura 2000-område.